# Bansenshukai

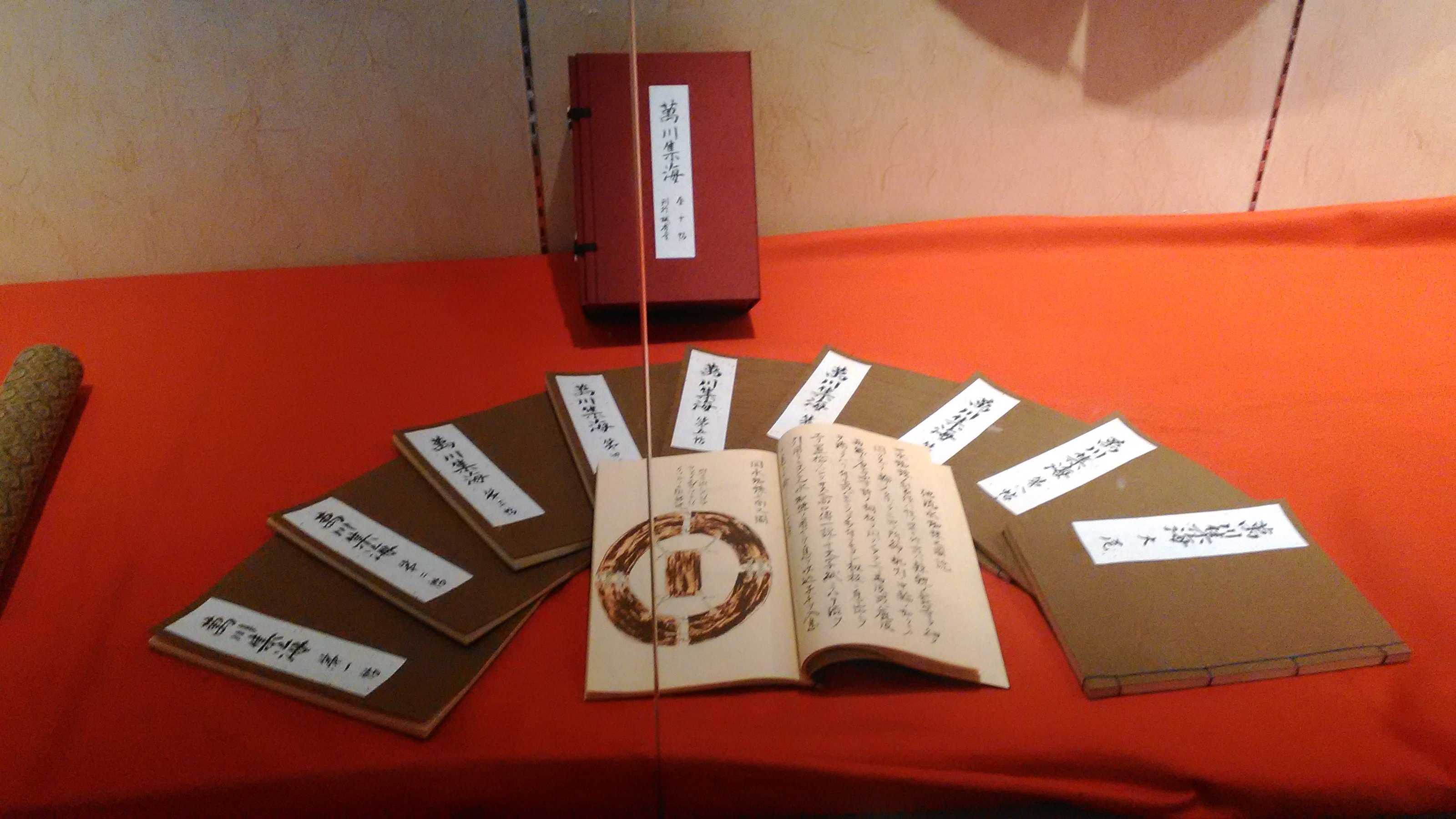
Bansenshukai

Bansenshukai (千万川集海, traduzido como Dez Milhões de Rios Encontram O Mar) é uma coleção de textos sobre o conhecimento ninja, cuja autoria é atribuída a  Fujibayashi Sabuji, que também pode ser chamado de Fujibayashi Yasutake ou Fujibayashi Yasuyoshi. Escrito em 1676, trata-se de uma obra sobre filosofia, estratégia militar, astrologia e armas.

## Versões
Há duas versões:
1. A versão Koga tem 22 capítulos ligados em dez volumes, com um volume adicional anexada ao mesmo.
2. A versão Iga tem 22 capítulos ligados em doze volumes, com mais quatro capítulos, em quatro volumes anexos.

## Cópias
Após a Segunda Guerra Mundial, um número limitado de cópias manuscritas foram oferecidos ao público.